# Lars Unger
Lars Unger (ur. 30 września 1972 w Eutin) – niemiecki piłkarz występujący na pozycji pomocnika lub napastnika.

## Życiorys
Był juniorem TSV Neustadt i TSV Malente. W 1989 roku został juniorem Werderu Brema. W 1991 roku został włączony do rezerw Werderu. W pierwszej drużynie zadebiutował 22 marca 1994 roku podczas zremisowanego 2:2 spotkania z SG Wattenscheid 09. W sezonie 1996/1997 rozegrał dziewiętnaście meczów w pierwszym zespole Werderu. Następnie przeszedł do Fortuny Düsseldorf, dla której wystąpił w 39 spotkaniach 2. Bundesligi. W lutym 1999 roku został na trzy miesiące wypożyczony do Southendu United, debiutując w drużynie podczas przegranego 1:3 meczu z Halifax Town. Po zakończeniu sezonu został zawodnikiem SC Bregenz. W klubie tym występował przez cztery sezon, rozgrywając łącznie 119 spotkań w austriackiej Bundeslidze. W latach 2003–2005 Unger był zawodnikiem rezerw Werderu Brema, po czym grał w Brinkumer SV. W 2011 roku zakończył karierę zawodniczą.

## Statystyki ligowe
| Sezon         | Klub                 | Liga           | Mecze | Gole |
| ------------- | -------------------- | -------------- | ----- | ---- |
| 1991/1992     | Werder Brema II      | Oberliga       | 28    | 0    |
| 1992/1993     | Werder Brema II      | Oberliga       | 23    | 1    |
| 1993/1994     | Werder Brema         | Bundesliga     | 1     | 0    |
| 1994/1995     | Werder Brema         | Bundesliga     | 2     | 0    |
| 1995/1996     | Werder Brema         | Bundesliga     | 3     | 0    |
| 1996/1997     | Werder Brema         | Bundesliga     | 18    | 1    |
| 1997/1998     | Fortuna Düsseldorf   | 2. Bundesliga  | 32    | 1    |
| 1998/1999 (j) | Fortuna Düsseldorf   | 2. Bundesliga  | 7     | 0    |
| 1998/1999 (w) | Southend United F.C. | Third Division | 14    | 0    |
| 1999/2000     | SC Bregenz           | Bundesliga     | 34    | 3    |
| 2000/2001     | SC Bregenz           | Bundesliga     | 35    | 1    |
| 2001/2002     | SC Bregenz           | Bundesliga     | 25    | 0    |
| 2002/2003     | SC Bregenz           | Bundesliga     | 25    | 0    |
| 2003/2004     | Werder Brema II      | Regionalliga   | 2     | 0    |
| 2004/2005     | Werder Brema II      | Regionalliga   | 6     | 0    |
| 2005/2006     | Brinkumer SV         | Oberliga       | 17    | 1    |
| 2008/2009     | Brinkumer SV         | Oberliga       | 15    | 6    |
| 2009/2010     | Brinkumer SV         | Oberliga       | 14    | 2    |
| 2010/2011     | Brinkumer SV         | Oberliga       | 11    | 1    |